# Eren Derdiyok
Eren Derdiyok (Bázel, Svájc, 1988. június 12. –) törökországi kurd származású svájci labdarúgó. 2024. január 3-án jelentette be visszavonulását a profi labdarúgástól.

## Pályafutása
Karrierjét a baseli székhelyű BSC Old Boys együttesében kezdte 2005-ben. A következő évtől a városi rivális, az FC Basel csapatának tagjává vált. 2008-ban svájci bajnok és kupagyőztes lett, ezzel csapata jogot nyert az UEFA-bajnokok ligájában való induláshoz. A bajnokok ligája selejtezőjében a svájci együttes a portugál Vitória S.C. csapatával mérkőzött, és Eren Derdiyok góljával, 2-1-es győzelmet aratott, ezzel bejutott a csoportkörbe, ahol a hat mérkőzésen egyetlen pontot sikerült szereznie. Az FC Barcelona otthonában, Eren 82. percben lőtt góljával 1-1-es döntetlent ért el.
2009. május 28-án  szerződést írt alá a német Bayer 04 Leverkusen együttesével. 2012]. május 2-án  a német 1899 Hoffenheim kivásárolta a Bayer 04 Leverkusen együttesével kötött szerződéséből, és új kontraktust írt alá 2016. június 30-áig.
A 2013 áprilisában kinevezett új edző, Markus Gisdol azonban a cserepadra száműzte Derdiyokot. A svájci támadó 2013 nyarán a több játéklehetőség reményében korábbi klubjához, a Leverkusenhez került kölcsönbe.
2016-ban a Galatasaray  szerződtette.

## Válogatott
A felnőtt válogatottban 2008. február 6-án csereként mutatkozott be az angol válogatott elleni barátságos mérkőzésen, ahol első labdaérintésre gólt szerzett, kiegyenlítve a mérkőzés állását, de a svájciak végül 2-1-es vereséget szenvedtek.
Tagja volt a 2008-as labdarúgó-Európa-bajnokságon rendezőként induló valamint a 2010-es labdarúgó-világbajnokságra kijutó svájci válogatottnak is.
| #  | Dátum               | Helyszín | Ellenfél      | Gól | Eredmény | Kiírás               |
| -- | ------------------- | -------- | ------------- | --- | -------- | -------------------- |
| 1. | 2008. február 6.    | London   | Anglia        | 1–1 | 2-1      | Barátságos mérkőzés  |
| 2. | 2009. szeptember 9. | Riga     | Lettország    | 2–2 | 2-2      | 2010-es vb-selejtező |
| 3. | 2011. augusztus 10. | Vaduz    | Liechtenstein | 0-1 | 1-2      | Barátságos mérkőzés  |
| 4. | 2011. október 11.   | Bázel    | Montenegró    | 1-0 | 2-0      | 2012-es Eb-selejtező |
| 5. | 2012. május 26.     | Bázel    | Németország   | 1–0 | 5-3      | Barátságos mérkőzés  |
| 6. | 2012. május 26.     | Bázel    | Németország   | 2-0 | 5-3      | Barátságos mérkőzés  |
| 7. | 2012. május 26.     | Bázel    | Németország   | 3-1 | 5-3      | Barátságos mérkőzés  |
| 8. | 2012. november 14.  | Szúsza   | Tunézia       | 0-1 | 1-2      | Barátságos mérkőzés  |

## Sikerei, díjai

### Klubcsapatokkal
Basel
- Svájci bajnok: 2006–07, 2007–08
- Svájci kupagyőztes: 2007–08

 Galatasaray
- Török bajnok: 2017–18, 2018–19
- Török kupagyőztes: 2018–19
- Török szuperkupa-győztes: 2016

 Pakhtakor Tashkent
- Üzbég bajnok: 2020
- Üzbég kupagyőztes: 2020
- Üzbég szuperkupa-győztes: 2021

 Ankaragücü
- Török másodosztály bajnok: 2021–22

Egyéni
- Swiss Super League Az szezon legjobb fiatal játékosa: 2007–08